# Marie-Madeleine de Pazzi
Pour les articles homonymes, voir Sainte Marie-Madeleine.
Marie-Madeleine de Pazzi (en italien : Maria Maddalena de’ Pazzi), en religion sœur Marie-Madeleine (en italien : Maria Maddalena ), née le 2 avril 1566 à Florence et morte le 25 mai 1607 dans la même ville, est une carmélite de l'ancienne observance (ou carmélite chaussée), grande mystique, dont la spiritualité et les écrits ont profondément influencé la société de Florence du XVIIe siècle.
Béatifiée en 1626, elle est canonisée par le pape Clément IX le 22 avril 1669. Elle est fêtée le 25 mai.
Si la sainte jouit d'une grande notoriété et influence, y compris en France, au XVIIIe siècle, celle-ci se perd après la Révolution française. De nos jours plusieurs publications lui sont consacrées.

## Biographie

### Enfance et spiritualité

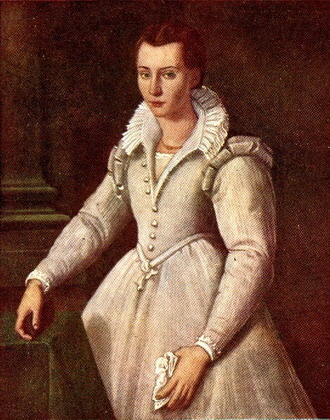
Attribué à Santi di Tito, Sœur Marie-Madeleinede Pazzi à l'âge de 16 ans, avant son entrée au Carmel (1583), localisation inconnue.

Catherine de Pazzi est née le 2 avril 1566 dans une famille de la haute noblesse Florentine, les Pazzi, dont un ancêtre avait été le premier à entrer à Jérusalem lors de la première croisade. Elle est aussi apparentée à Francesco de Pazzi, chef de la conjuration des Pazzi. Elle est la seconde enfant de Camillo di Geri de' Pazzi et de son épouse, née Maria Buondelmonti; elle a eu trois frères.
Très jeune, elle mène une vie de piété et d'oraison. Elle a deux jésuites comme directeurs spirituels et confesseurs, les Pères Rossi et Blanca. Ils lui enseignent la prière et l'instruisent dans la foi chrétienne. Lorsqu'elle fait sa première communion (à l'âge de 10 ans), elle fait vœu, secrètement, d'entrer dans les ordres. Elle a sa première extase mystique à l'âge de 12 ans. Elle est pensionnaire à deux reprises chez les Chevalières de Malte, à San Giovannino, de 1574 à 1578 et de 1580 à 1581.
Elle continue son éducation dans un couvent franciscain de Cortone où elle apprend à connaître la spiritualité de François d'Assise qu'elle qualifie plus tard de « père spirituel », tandis qu'elle considère sainte Claire comme son « avocate ». Mais ses parents, s'opposant à sa vocation religieuse, l'en retirent deux ans après afin de la marier.

### Entrée au Carmel
Catherine refuse le mariage, elle va même jusqu'à dire à son père : « Je livrerais plutôt ma tête au bourreau, que ma chasteté à un homme ».
Ses parents finissent par céder, et Catherine peut entrer au Carmel à Sainte-Marie-des-Anges (le plus ancien couvent de l’ordre) le 27 novembre 1582, alors qu'elle n'a que 16 ans, quelques semaines après la mort de la carmélite espagnole Thérèse de Jésus. Elle prend le nom de sœur Marie-Madeleine. Catherine a choisi ce couvent car c'est l'un des rares à avoir obtenu le privilège que les religieuses communient chaque jour.
Elle est encore novice quand elle tombe gravement malade. Les religieuses craignant pour sa vie, et redoutant qu'elle ne meure bientôt, lui font prononcer ses vœux de religieuse avant le terme normal de son noviciat. Mais sœur Marie-Madeleine survit et tombe dans un ravissement durant quarante jours.

### Vie au Carmel
Le carmel de Sainte-Marie-des-Anges, à l’époque où y vécut Marie-Madeleine, comptait presque quatre-vingts religieuses.
Plusieurs moniales avaient un haut profil spirituel, comme la mère Evangelista del Giocondo, ou Pacifica del Tovaglia l’une des « secrétaires » et amies de la sainte.
Marie-Madeleine est d’abord vicaire pour l’accueil des jeunes filles qui fréquentaient la maison d’hôtes (1586-1589).
À partir de 1589, elle participe, à des titres variés, à la formation des novices. Elle devient sous-prieure du couvent en 1604.
Elle vit dans la plus extrême austérité, s'adonnant à la prière et à la méditation, s'infligeant des mortifications permanentes. Elle a un grand souci des pauvres, et prie sans cesse pour les prêtres, pour le renouveau spirituel de l'Église. À titre de pénitence, durant cinq années, elle ne se nourrit que de pain, à l'exception des dimanches où elle consomme d'autres nourritures, en se limitant à ce qui est autorisé pendant le Carême.

### Vie mystique et mort
Elle bénéficie de grandes grâces mystiques et éprouve de profondes extases. Elle s'adonne beaucoup à la dévotion du Précieux Sang de Jésus-Christ.
De 1585 à 1590, elle vit une longue période de sécheresse spirituelle qui ne s'achève que le jour de la Pentecôte. Ses sœurs carmélites racontent que plusieurs fois, tout en étant en extase, elle poursuivait normalement ses travaux quotidiens.
Elle a laissé de nombreux écrits. De son vivant, plusieurs miracles lui sont attribués qui la rendent célèbre, ainsi qu'après sa mort par son intercession.
Épuisée par ses jeûnes et ses intenses mortifications, elle tombe malade et passe ses trois dernières années de manière très tourmentée. Elle meurt le 25 mai 1607 à l'âge de 41 ans.

## Culte de la sainte et canonisation

### Sépulture et reliques
À sa mort, elle est enterrée dans le chœur de l'église du monastère. Lorsque les religieuses quittent leur couvent sous Napoléon Ier, elles récupèrent la dépouille de la sainte pour l'installer dans leur nouveau couvent. Le corps de sainte Marie-Madeleine est aujourd'hui exposé dans un cercueil de verre dans le couvent des carmélites de Florence, sur les collines surplombant la ville. Sa dépouille n'est pas à proprement parler incorrompue, car si le corps est conservé en intégralité, la peau est brune et dure, elle semble comme pétrifiée. Sainte Marie-Madeleine de Pazzi jouit d'une très forte vénération à Florence.

### Béatification et canonisation
Déjà de son vivant, ses sœurs et les Florentins la considéraient comme une sainte. Son procès en béatification est ouvert dès 1611 (soit quatre ans après sa mort).
Le 8 mars 1626, elle est béatifiée par le Pape Urbain VIII. Elle est canonisée par le Pape Clément IX le 28 avril 1669. Sa biographie par Vincenzo Puccini a été traduit en français en l'honneur de sa canonisation et illustrée par Abraham Diepenbeek. Son corps est resté in-corrompu jusqu'à présent.
Sa fête a été fixée au 25 mai. Dans l'Ordre du Carmel, sa fête est célébrée avec rang de mémoire.

### Influence spirituelle et publications

#### Jusqu'auXVIIIesiècle

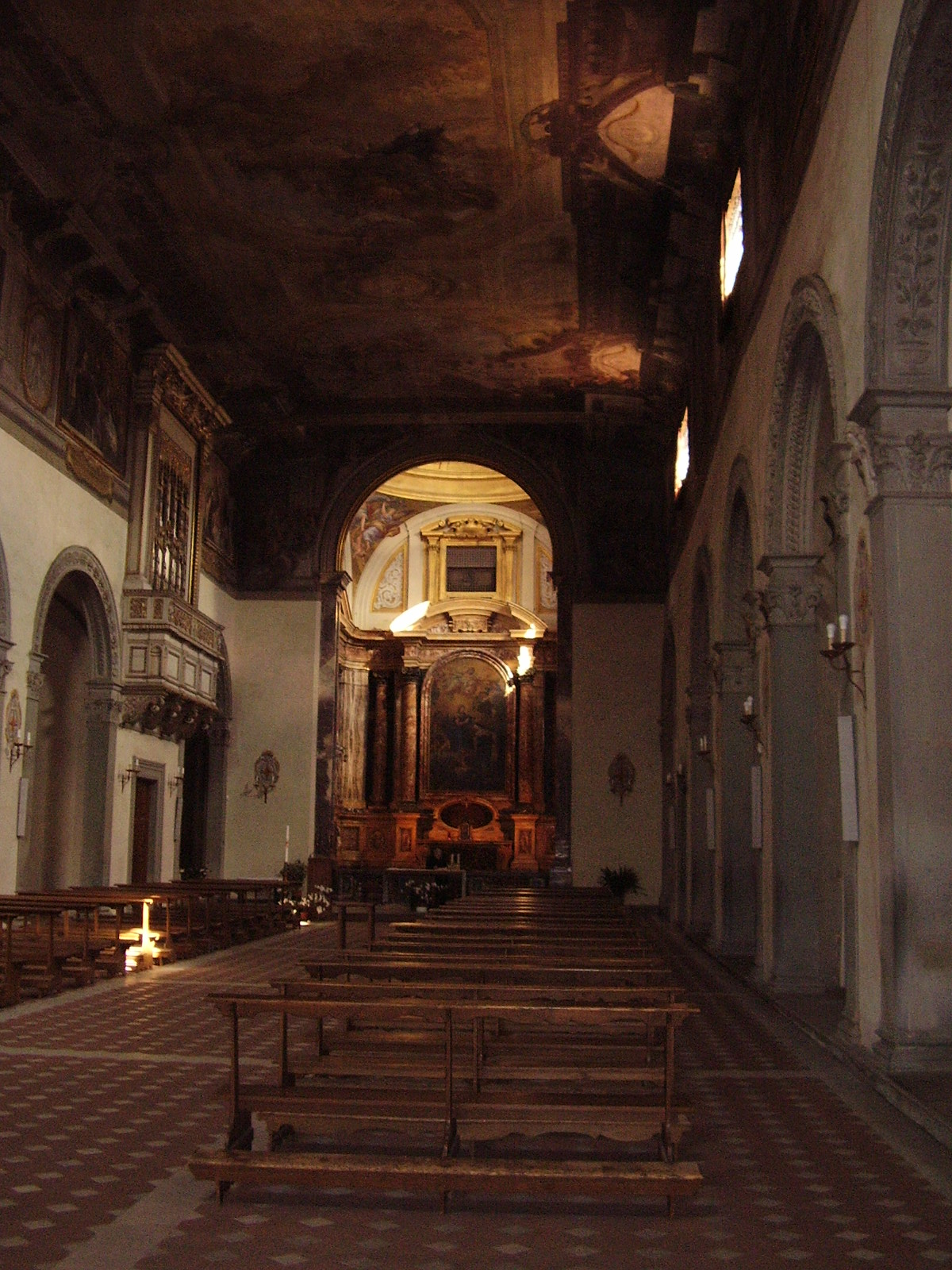
L'intérieur de l'église Santa Maria Maddalena dei Pazzi à Florence.

Au XVIIe siècle, elle jouissait d’une grande popularité en France, grâce aux Carmes de la Réforme de Touraine qui firent connaître sa vie et son message. Le Père Léon de Saint-Jean a rédigé plusieurs ouvrages dont une biographie de sainte Marie-Madeleine de Pazzi rééditée six fois jusqu'en 1669.
Mais au XVIIIe siècle, la Révolution française chasse de France les Carmes qui transmettaient le message et la vie de la sainte florentine.
Il y eut cependant plusieurs traductions d'ouvrages au cours du XIXe siècle. En 1837, paraissait la Vie de sainte Marie-Madeleine de Pazzi qui fait l'objet de cinq éditions successives. En 1873, Dom Anselme Bruniaux publie les Œuvres de sainte Marie-Madeleine de Pazzi.
Au XXe siècle, nous avons la biographie de Sainte Marie-Madeleine de Pazzi par Maurice Vaussard qui connaît trois éditions de 1921 à 1925.
Et enfin, du même auteur, Extases et lettres de Sainte Marie-Madeleine de Pazzi, modeste recueil d’écrits de la Sainte.

#### De nos jours
À partir des années 2000, sortent de nombreux titres : Les Quarante Jours, Les Huit jours de l’Esprit Saint, Cinq ans dans la fosse aux lions.
Les trois extases de la Passion de Jésus (collection Flèche de feu aux Éditions de l’Abbaye de Bellefontaine). La revue Mélanges carmélitains a également publié deux articles dédiés à la sainte dans les numéros 1 (2003) et 3 (2005).
Lors du quatrième centenaire de sa mort, le Pape Benoît XVI a dit dans son homélie du 29 mai 2007 que Marie-Madeleine demeurait encore aujourd'hui : « une source d’inspiration spirituelle des carmélites de l’antique observance, qui voient en elle la sœur qui a parcouru tout entière la voie de l’union transformante en Dieu, et qui désigne Marie comme « l’étoile » du chemin vers la perfection ».
Et qu'elle était : « pour tous, cette grande sainte (qui) a le don d’être une maîtresse de spiritualité, particulièrement pour les prêtres envers lesquels elle a toujours nourri une véritable passion ».

## Galerie

Marie-Madeleine de Pazzi par Bernardino Prudenti Santa Maria dei Carmini
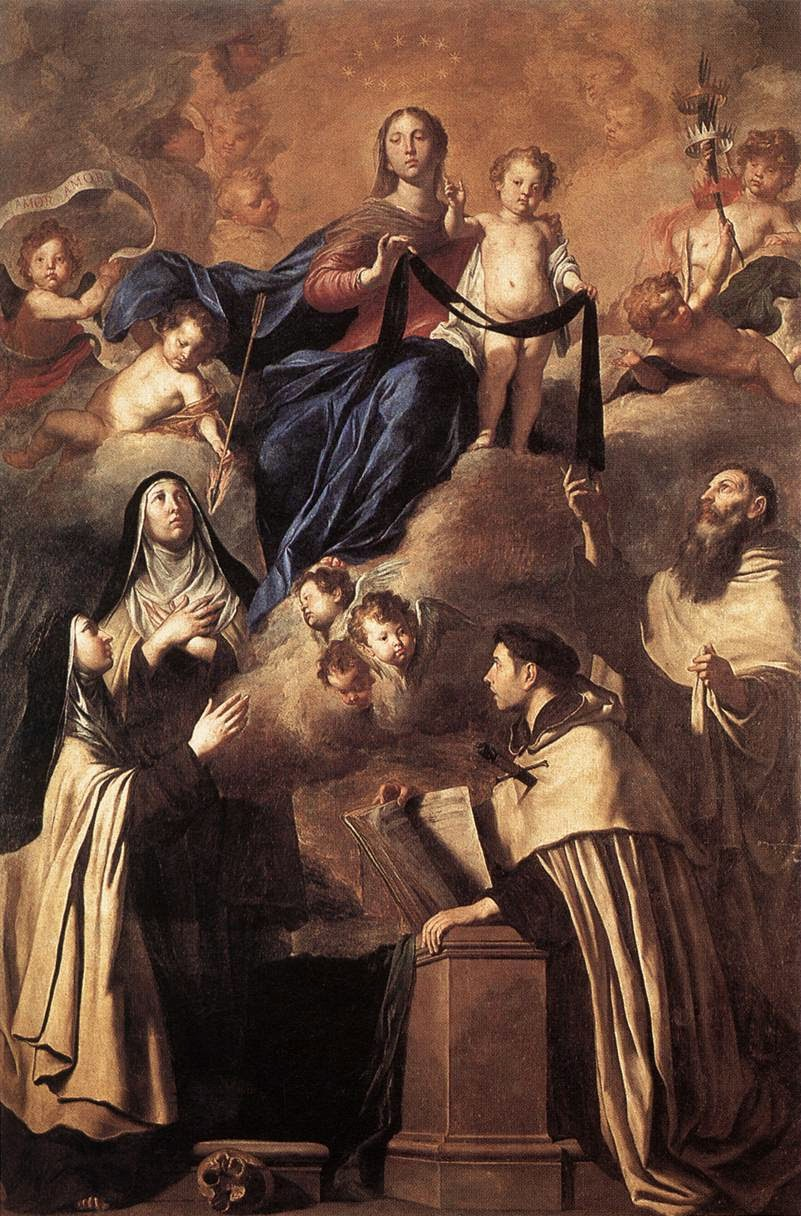
Pietro Novelli, La Mère de Dieu et les saints du Carmel (1641), Palerme, musée diocésain. À gauche, Marie-Madeleine de Pazzi.
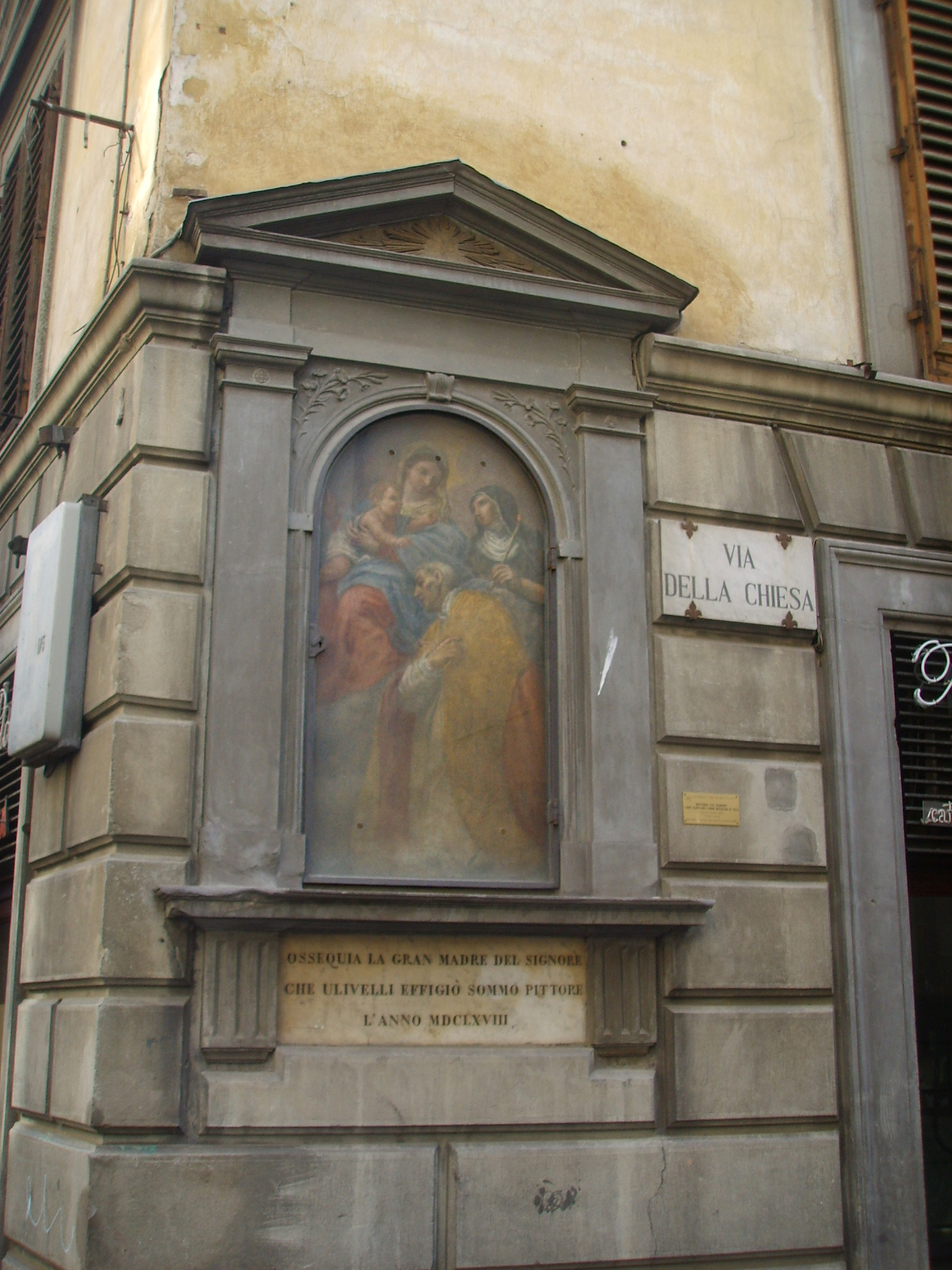
Oratoire d'une rue de Florence avec la Vierge, Philippe Néri, et Marie-Madeleine de Pazzi, par Cosimo Ulivelli (1668).
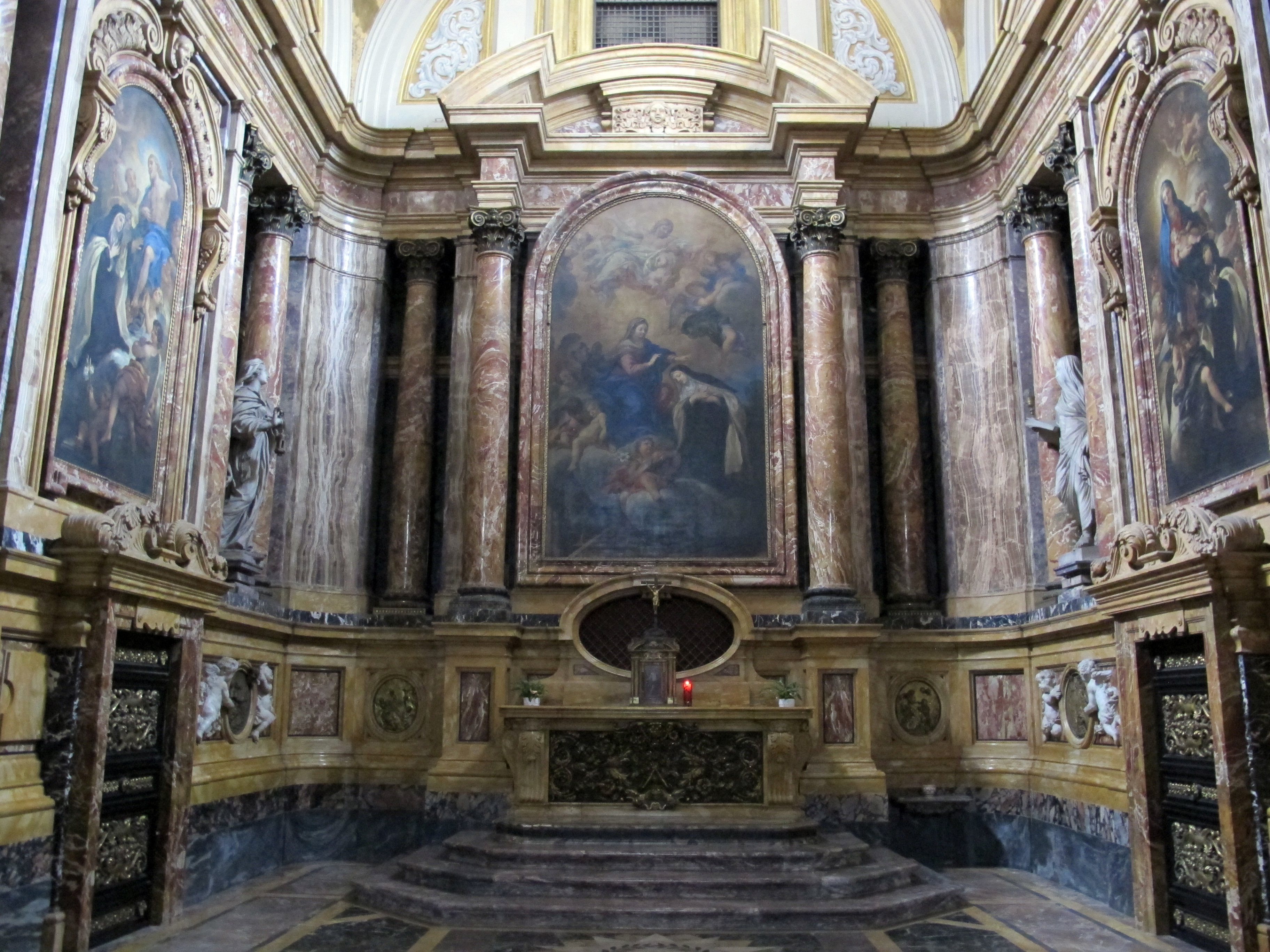
Chapelle principale de l'église Sainte Marie-Madeleine de Pazzi à Florence où furent déposés ses restes jusqu'au XIXe siècle.
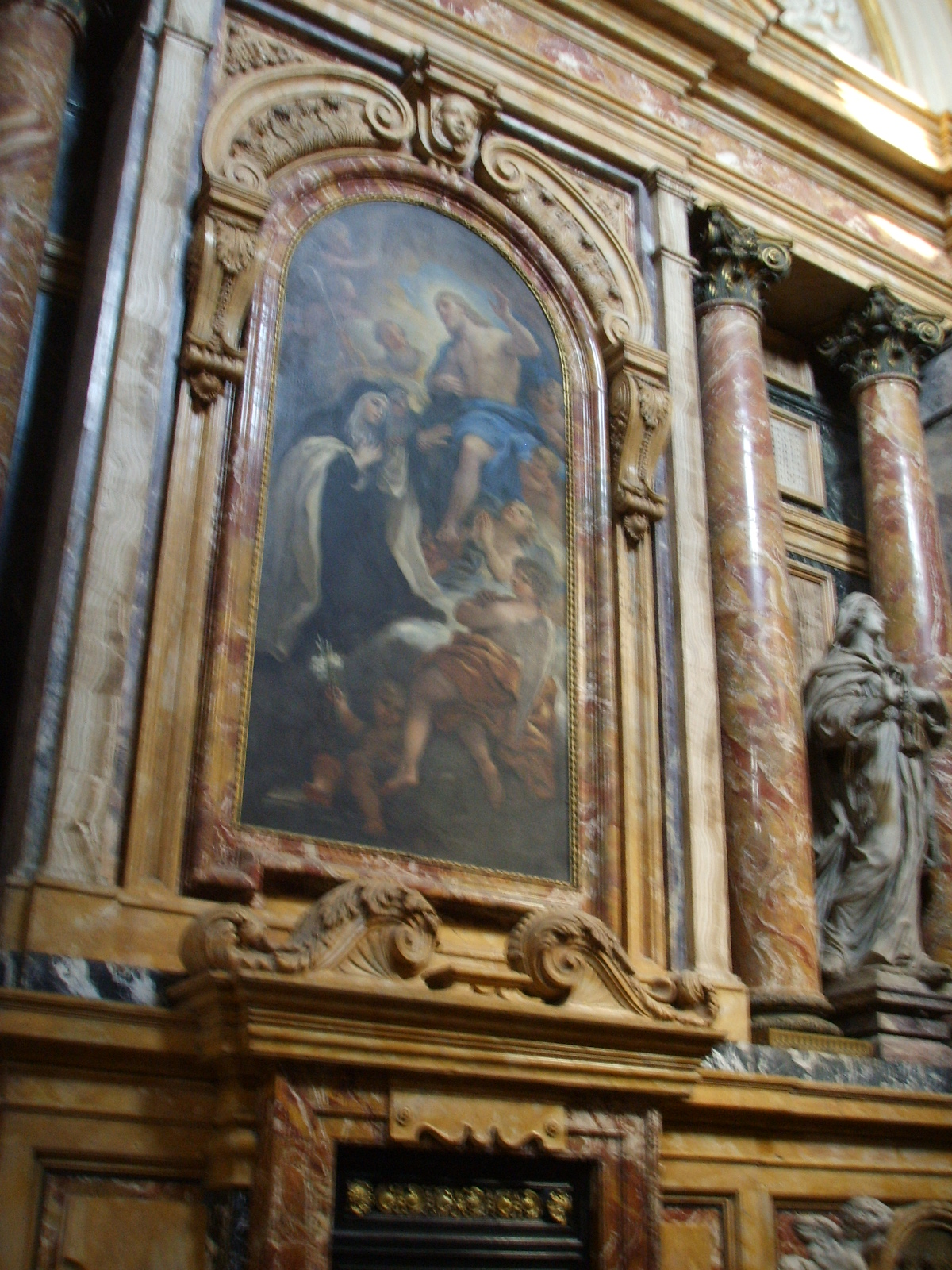
Luca Giordano, Jésus apparaissant à Marie-Madeleine de Pazzi (1685), Florence, église Madalenna de  Pazzi.
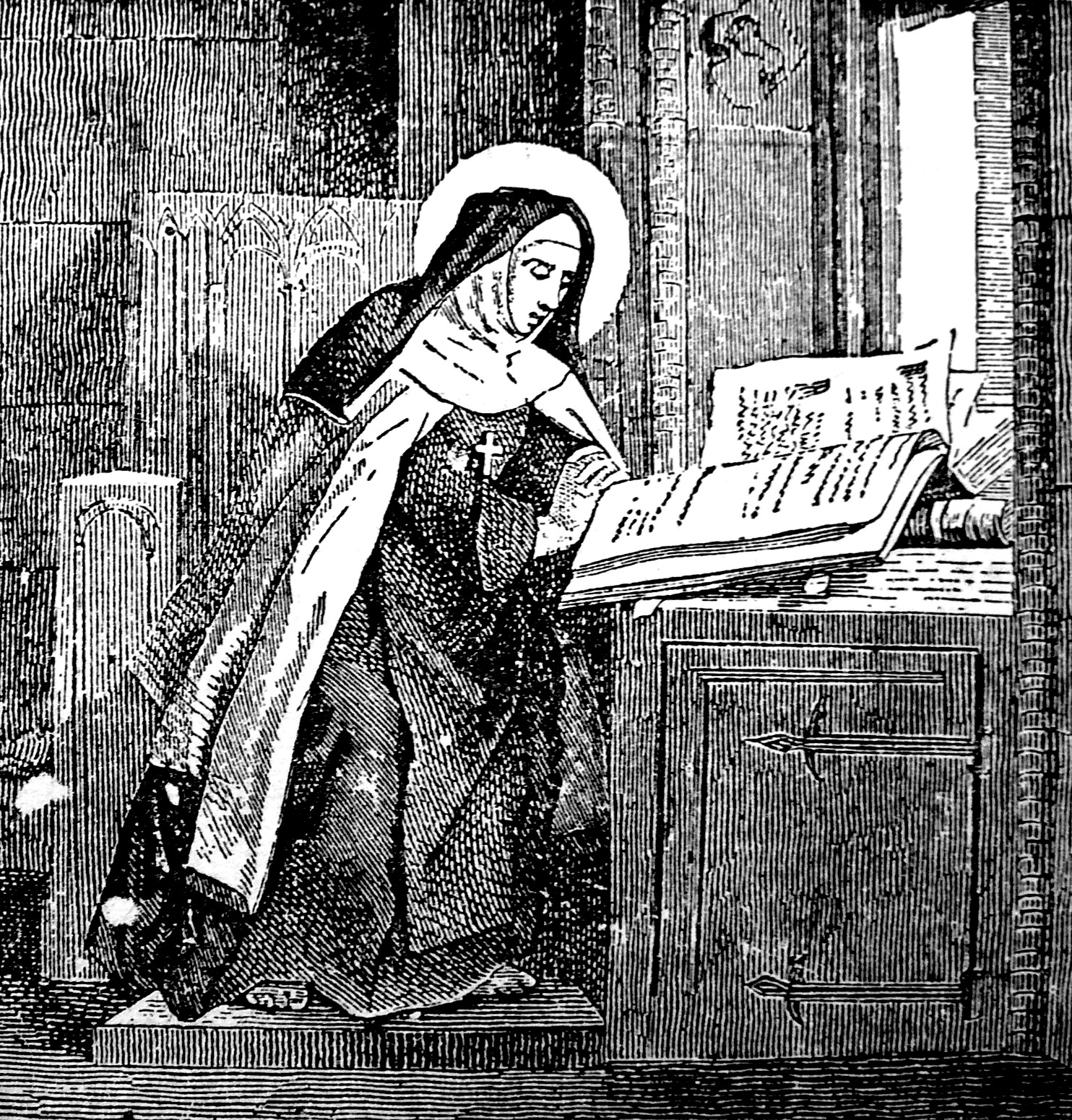
Gravue de Marie-Madeleine de Pazzi tirée du livre Little Pictorial Lives of the Saints, Benzinger Brothers, 1878.

## Publications
- Marie-Madeleine de Pazzi, Les huit jours de l'Esprit saint : Révélations et lumières, Jérôme Millon, coll. « Atopia », mars 2004, 237 p. (ISBN 978-2-84137-161-7, lire en ligne).
- Marie-Madeleine de Pazzi, Cinq ans dans la fosse aux lions : 1585, Jérôme Millon, coll. « Atopia », novembre 2002, 274 p. (ISBN 978-2-84137-132-7, lire en ligne).
- Marie-Madeleine de Pazzi, Les Quarante Jours, Jérôme Millon, novembre 2002 (1re éd. 1584 (édition établie et annotée par Gianfranco Tuveri), 217 p. (ISBN 978-2-84137-132-7, lire en ligne).
- Marie-Madeleine de Pazzi et frère Gianfranco Maria Tuveri, Les trois extases de la passion de Jésus, Éditions de l'Abbaye de Bellefontaine, coll. « Flèche de feu », juillet 2003, 160 p. (ISBN 978-2-85589-805-6).

### Sources
- Abbé L. Jaud, Vie des saints pour tous les jours de l'année, Tours, Maison Alfred Mame et Fils, 1950.